# Tungurahua
Il Tungurahua (5023 m s.l.m.) è uno stratovulcano andino dell'Ecuador, localizzato nell'omonima provincia. Si tratta di uno dei più attivi tra i numerosi vulcani presenti nel territorio ecuadoriano. Il suo nome significa "gola ardente" (o gola di fuoco) nella lingua quechua.

## Storia

### Etimologia
Secondo una teoria il nome  Tungurahua  è una combinazione delle parole quechua.  Tunguri  (gola) e  rahua  (fuoco) che significa "gola di fuoco" Secondo un'altra teoria si basa sul quechua uraua che significa cratere. Tungurahua è anche conosciuto come "il gigante nero" e, nella mitologia indigena locale è denominata  Mama Tungurahua  ("Madre Tungurahua").

### Prima ascensione
Durante la lunga spedizione durata sette anni in Sud America (1868-1876), i vulcanologi tedeschi Alphonse Stübel e Wilhelm Reiss salirono sul Cotopaxi (Reiss con Angel Escobar il 28 novembre 1872) e sul Tungurahua (Stübel con Eusebio Rodriguez, il 9 febbraio, 1873).

## Localizzazione
Il Tungurahua (5 023 m) si trova nella Cordigliera Orientale delle Ande, nel centro dell'Ecuador, 140 km a sud della capitale Quito. Sorge sopra la piccola cittadina termale di Baños de Agua Santa (1 800 m) che si trova ai suoi piedi 8 km a nord. Altre città vicine sono Ambato (30 km a nord-ovest) e Riobamba (30 km a sud-ovest). Il Tungurahua fa parte del Parco Nazionale del Sangay.

## Vulcanismo
L'attuale caldera del vulcano è denominata Tungurahua III in quanto sorge sulle ceneri della precedente, il Tungurahua II, distruttasi circa 3000 anni fa a causa di violente eruzioni. La prima e più antica, Tungurahua I, risale invece al periodo del Pleistocene superiore. In periodi storici sono stati osservati cicli ad intervalli di 80-100 anni, in particolare negli anni 1773, 1886 e 1916-1918.

### Eruzioni recenti

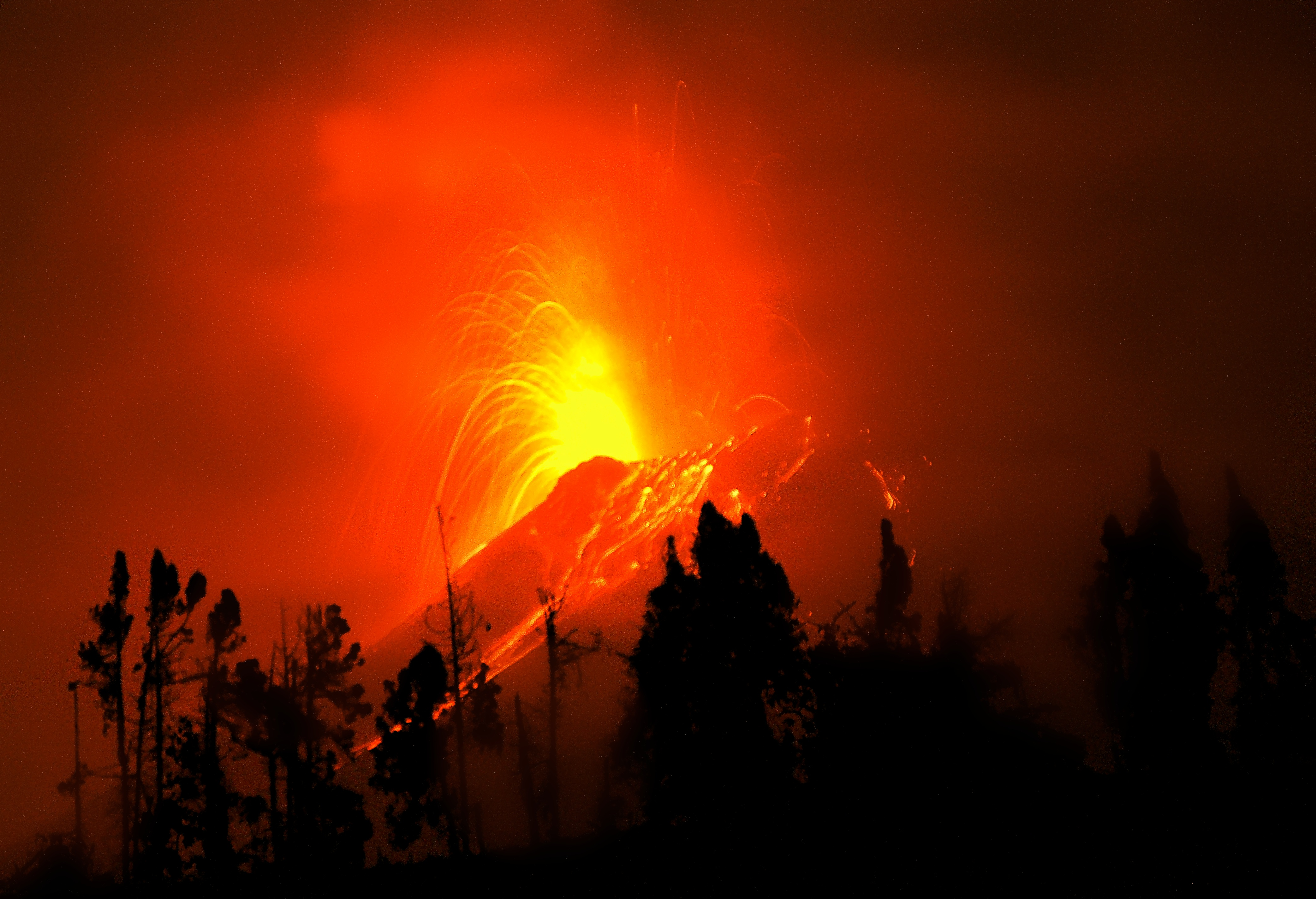
Un'eruzione del Tungurahua nel 2011, in una visione notturna.

Dopo un lungo periodo di quiete, una forte attività vulcanica è iniziata nel 1999 ed è continuata negli anni seguenti e il 16 agosto 2006 vi fu l'eruzione più violenta da quando riprese l'attività. Quell'eruzione fu accompagnata da un pennacchio di cenere alto oltre 10 km cenere e tefrite che si dispersero su una superficie di 740 per 180 km. A causa dei flussi piroclastici cinque persone persero la vita e altre 5000 dovettero abbandonare i propri villaggi, sepolti da cenere e roccia.
Nel 2010 l'attività vulcanica riprese nuovamente forza; nel 2011 un'esplosione lanciò in aria una colonna di cenere fino a vari chilometri d'altezza, mentre nel 2012 un evento esplosivo generò 16 esplosioni di cenere e rocce che vennero udite anche ad Ambato e Riobamba. 110 famiglie furono evacuate dalla zona.
Nel luglio 2013 incrementarono nuovamente i fenomeni eruttivi, con esplosioni di cenere lanciate fino a 5 km d'altezza. e nuove eruzioni si verificarono nel febbraio del 2014, mentre nel 2015 il vulcano espulse una gran quantità di cenere che cadde sui centri popolati di Choglontus, El Manzano e Quero